# Demonax musivus
Demonax musivus là một loài bọ cánh cứng trong họ Cerambycidae.